# Do central

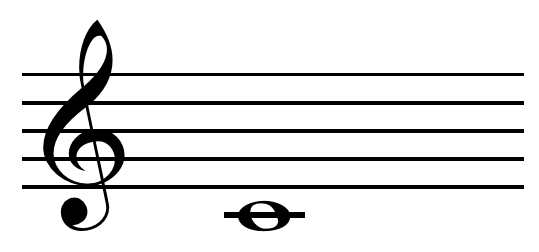
Do central.

El do central, do3 en català, és el so que produeix una vibració a 261.626 Hz.

Do central en un teclat de 88 tecles.